# Pterolophia borneensis
Pterolophia borneensis là một loài bọ cánh cứng trong họ Cerambycidae.